# Renáta Vodnyánszká
Renáta Vodnyánszká (* 11. Januar 2004) ist eine slowakische Leichtathletin, welche sich auf den Weitsprung spezialisiert hat.

## Karriere
Nachdem Renáta Vodnyánszká bereits in den Jugendklassen an den slowakischen Hallen- und Freiluftmeisterschaften teilgenommen hatte, debütierte sie im Jahr 2020 bei den nationalen Meisterschaften im Erwachsenenbereich. Am 22. Februar 2020 nahm sie in Bratislava an den slowakischen Hallenmeisterschaften teil und ging dort im Weitsprung an den Start. Mit einer Weite von 5,85 m sicherte sie sich die Silbermedaille. In der darauffolgenden Sommersaison ging sie am 30. August 2020 in Trnava bei den slowakischen Freiluftmeisterschaften im Weitsprung an den Start und beendete den Wettbewerb mit einer Weite von 5,77 m auf den dritten Platz, wodurch sie sich die Bronzemedaille sicherte. Knapp zwei Wochen später nahm sie am P-T-S Meeting 2020, welche am 11. September 2020 in der X-Bionic Sphere stattfand, teil und belegte mit einer Weite von 5,78 m im Weitsprungwettbewerb den fünften Platz.
In der Hallensaison 2021 ging Renáta Vodnyánszká erneut bei den slowakischen Hallenmeisterschaften an den Start. Dabei sprang sie am 20. Februar 2021 in Bratislava in ihren besten Versuch 5,87 m und stellte damit eine neue persönliche Bestleistung in der Halle auf. Zudem sicherte sie sich mit der Weite ihren ersten slowakischen Meistertitel. Nachdem sie sowohl die Freiluftsaison 2021 als auch die Hallensaison 2022 ausließ, konnte sie in der Freiluftsaison 2022 am 19. Juni 2022 bei einem U20-Wettbewerb in Trnava mit 6,15 m eine neue persönliche Freiluftbestleistung aufstellen. Eine Woche später nahm sie an den slowakischen Freiluftmeisterschaften an derselben Stelle teil und konnte dort im Weitsprungwettbewerb eine Weite von 6,01 m erzielen. Mit dieser Weite belegte sie den dritten Platz und sicherte sich die Bronzemedaille. Aufgrund ihrer Saisonleistungen wurde sie vom slowakischen Leichtathletikverband für die U20-Weltmeisterschaften 2022 in der kolumbianischen Stadt Cali nominiert. Bei der Weitsprungqualifikation im Estadio Olímpico Pascual Guerrero erreichte sie am 3. August 2022 eine Weite von 6,03 m und verpasste mit dieser Weite als 19. die Qualifikation für das Finale.

## Persönliche Bestleistungen
- Weitsprung: 6,15 m (+1,8 m/s), 19. Juni 2022 in Trnava
  - Weitsprung (Halle): 5,87 m, 20. Februar 2021 in Bratislava